# Follainville-Dennemont
Follainville-Dennemont – miejscowość i gmina we Francji, w regionie Île-de-France, w departamencie Yvelines. Przez miejscowość przepływa Sekwana. 
Według danych na rok 1990 gminę zamieszkiwało 1775 osób, a gęstość zaludnienia wynosiła 183 osób/km² (wśród 1287 gmin regionu Île-de-France Follainville-Dennemont plasuje się na 509. miejscu pod względem liczby ludności, natomiast pod względem powierzchni na miejscu 397.).